# 持原大志
持原 大志（もちはら たいし、1984年6月9日 -）は、地方競馬の名古屋競馬場田中敏和厩舎所属の元騎手である。地方競馬教養センター騎手課程第83期生中退。

## 来歴
2004年高校を卒業後に地方競馬教養センター騎手課程第83期生として入所。その後体重管理に苦しみ退所、運送会社に就職するも騎手の夢をあきらめきれず2007年3月に退職。
野島三喜雄厩舎の厩務員として騎手免許取得を目指し、同年12月19日発表の平成19年度第3回騎手免許試験に合格。
2008年1月1日付けで地方競馬騎手免許を取得し、同厩舎から騎手デビューを果たした。同年1月13日第22回名古屋競馬1日目第1競走サラ系C38組条件戦ケリーケリーで初騎乗（9頭立て3番人気6着）。同年2月26日第20回笠松競馬3日目第5競走サラ系C22組条件戦をサキノハヤブサで優勝（8頭立て4番人気）し、104戦目で初勝利。同年6月7日第6回名古屋競馬1日目第7競走サラ系C19組条件戦をスリーラジアルで優勝（10頭立て1番人気）し、名古屋競馬場での初勝利をあげた。
2009年1月12日第23回全日本新人王争覇戦出場（12人中3位）。
2011年5月23日から8月20日まで南関東公営競馬で期間限定騎乗を行った。川崎競馬場での所属は足立勝久厩舎。
2012年6月11日から9月11日まで南関東公営競馬で期間限定騎乗を行った。川崎競馬場での所属は福島秀夫厩舎。
2015年3月31日付けで野島三喜雄調教師が引退し、田中敏和厩舎所属となる。
2016年3月31日付けで引退。

地方通算成績は5068戦324勝・2着485回・3着520回・勝率6.4%・連対率16.0%